# Charmallaspis
Charmallaspis is een kevergeslacht uit de familie van de boktorren (Cerambycidae). De wetenschappelijke naam van het geslacht werd voor het eerst geldig gepubliceerd in 1992 door Galileo & Martins.

## Soorten
Charmallaspis omvat de volgende soorten:
- Charmallaspis pulcherrima (Perty, 1832)
- Charmallaspis smithiana (White, 1850)